# Квикстеп
Квикстеп (англ. Quickstep, букв. «быстрый шаг») — парный танец, быстрая разновидность фокстрота, требующая от исполнителя больших лёгкости и подвижности. Музыкальный размер — 4/4.

## История возникновения
Причиной появления танца стал тот факт, что музыканты зачастую играли фокстрот слишком быстро, вызывая недовольство танцующих. В результате темп фокстрота был определён в 29—30 тактов в минуту, а более быстрый темп — 48—52 такта в минуту — был закреплён за квикстепом. Чтобы заранее предупредить любителей «настоящего» фокстрота о темпе танца, быстрый фокстрот объявлялся в программе танцевальных вечеров как quick-time-foxtrot или quick-time-steps, что затем сократилось до quickstep и закрепилось за танцем как название.

## Спортивный бальный танец
Танец был стандартизирован в 1927 году. Как и фокстрот, квикстеп входит в европейскую (стандартную) программу соревнований по бальному танцу. За богатство вариаций его принято считать «малой грамматикой» стандартных танцев. От исполнителей требуется лёгкое, воздушное и одновременно стремительное движение.
Благодаря многочисленным заимствованиям из чарльстона, уанстепа, шимми, пибоди, black bottom и других танцев первой трети XX века, современный квикстеп сильно отличается от того, что танцевался в 1920-е годы: в него были добавлены так называемые «прыжки» (на месте, в продвижении и с поворотом), цепочки ходов и другие оригинальные движения в паре. Основные движения танца — прогрессивные шаги, шассе, повороты, кики, типси.
Во время соревнований квикстеп длится 1,5—2 минуты при темпе 200 ударов в минуту. Акцент в движении делается на первую и третью доли такта. В конце первой доли начинается так называемый «подъём», который продолжается на второй и третьей долях, на четвёртой доле происходит «снижение».